# Esperaindeo
Esperaindeo (†c. 853) fue un religioso mozárabe de Al-Ándalus, maestro de San Eulogio y de Álvaro de Córdoba.
Se conoce muy poco sobre su vida. Fue abad del Monasterio de Santa Clara, cerca de Córdoba, durante el dominio musulmán. Además de escriturista, fue uno de los conservadores de la civilización cristianolatina en tierra musulmana. Su Apologético contra Mahoma, del que solo se conocen algunos fragmentos, es un documento de inapreciable valor. Lo compuso para condenar el extravío de los que abandonaban la fe católica y se convertían al Islam, para desvanecer errores y para fortalecer a los débiles. Combatiente intelectual, además, junto con Álvaro, de las herejías antitrinitarias que estaban surgiendo entre algunos cristianos de su ciudad a consecuencia de la influencia del islam. A Esperaindeo se debe principalmente la exaltación del sentimiento religioso entre los cristianos mozárabes y por consiguiente muchos fueron perseguidos y terminaron siendo nuevos mártires. Entre sus discípulos figuran San Eulogio (800-†859), Álvaro de Córdoba (†861?) y Sansón de Córdoba (†890). 